# Championnat de Tunisie de football 1960-1961
Navigation
Saison précédente Saison suivante
La saison 1960-1961 du championnat de Tunisie de football est la 6e édition de la première division tunisienne à poule unique, la Ligue Professionnelle 1. Les douze meilleurs clubs tunisiens jouent les uns contre les autres à deux reprises durant la saison, à domicile et à l'extérieur. En fin de saison, les deux derniers du classement sont relégués et remplacés par les deux meilleurs clubs de la Ligue Professionnelle 2.
Cette année, c'est le club du Stade tunisien qui termine en tête du championnat, en devançant de trois points le double tenant du titre, l'Espérance sportive de Tunis et de neuf points l'Union sportive tunisienne. Il s'agit du deuxième titre de champion du Stade tunisien, après celui gagné en 1957.

## Clubs participants
- Club sportif de Hammam Lif
- Étoile sportive du Sahel
- Club africain
- Espérance sportive de Tunis
- Club athlétique bizertin
- Stade populaire
- Stade soussien
- Stade tunisien
- Club tunisien
- El Makarem de Mahdia - Promu de LP2
- Avenir musulman
- Union sportive tunisienne

## Compétition

### Classement
Le barème de points servant à établir le classement se décompose ainsi :
- Victoire : 3 points
- Match nul : 2 points
- Défaite : 1 point

| Rang | Équipe                             | Pts | J  | G  | N | P  | Bp | Bc | Diff |
| ---- | ---------------------------------- | --- | -- | -- | - | -- | -- | -- | ---- |
| 1    | Stade tunisien                     | 54  | 20 | 16 | 2 | 2  | 42 | 17 | +25  |
| 2    | Espérance sportive de Tunis (T)    | 51  | 20 | 14 | 3 | 3  | 48 | 14 | +34  |
| 3    | Union sportive tunisienne          | 45  | 20 | 11 | 3 | 6  | 36 | 29 | +7   |
| 4    | Club sportif de Hammam Lif         | 42  | 20 | 9  | 4 | 7  | 27 | 21 | +6   |
| 5    | Avenir musulman (C)                | 42  | 20 | 9  | 4 | 7  | 34 | 29 | +5   |
| 6    | Stade soussien                     | 38  | 20 | 5  | 8 | 7  | 14 | 22 | -8   |
| 7    | Club tunisien                      | 36  | 20 | 5  | 6 | 9  | 18 | 33 | -15  |
| 8    | Club africain                      | 35  | 20 | 5  | 5 | 10 | 14 | 21 | -7   |
| 9    | Club athlétique bizertin           | 33  | 20 | 3  | 7 | 10 | 20 | 29 | -9   |
| 10   | El Makarem de Mahdia (P)           | 33  | 20 | 6  | 1 | 13 | 20 | 44 | -24  |
| 11   | Stade populaire                    | 33  | 20 | 4  | 3 | 13 | 18 | 32 | -14  |
| 12   | Étoile sportive du Sahel - forfait |     |    |    |   |    |    |    |      |

|  | Champion de Tunisie 1960-1961                                                                |
|  | Relégation directe en deuxième division                                                      |
|  | (T) Tenant du titre (C) Vainqueur de la coupe de Tunisie (P) Club promu de deuxième division |

Le club de l'Étoile sportive du Sahel est dissous après avoir disputé 17 matchs et ses résultats sont annulés.

### Meilleurs buteurs
- 18 buts : Ammar Merrichkou (ASM)
- 15 buts : Hammadi Henia (UST)
- 14 buts : Moncef Chérif (ST)
- 12 buts : Abdelmajid Tlemçani (EST)
- 11 buts : Chedly Laaouini (EST)

### Arbitres
Quatorze arbitres ont dirigé les matchs du championnat :
- Mustapha Bellakhouas : 17 matchs
- Mohamed Fatnassi : 15 matchs
- Bahri Ben Saïd et Victor Habib : 12 matchs
- Hédi Khemissi, Mustapha Daoud et Chedly Toumi : 11 matchs
- Hédi Zarrouk : 10 matchs

## Bilan de la saison
| Championnat de Tunisie de football 1960-1961 |                                                    |
| Champion                                     | Stade tunisien (2e titre)                          |
| Coupes et trophées                           |                                                    |
| Vainqueur de la Coupe de Tunisie 1960-1961   | Avenir musulman                                    |
| Promotions et relégations                    |                                                    |
| Promus en Ligue Professionnelle 1            | Stade gabésien Union sportive monastirienne        |
| Relégués en Ligue Professionnelle 2          | Stade populaire Étoile sportive du Sahel (dissous) |

## Portrait du club champion
- Président : Ali Cherif
- Entraîneur : Ouardi Berbeche et Ammar Nahali
- Buteurs : Moncef Chérif (14 buts), Brahim Kerrit (8), Noureddine Diwa (5), Noureddine Ben Frej et Hassen Refai (3), Ahmed Berbeche, Khemais Bouchlaghem et Béchir Ben Abdallah alias Oukid (2), Mohieddine Zeghir et Manoubi Zaroui (1), Mohsen Henia (CSHL) contre son camp (1)
- Effectif : 20 joueurs
  - Gardiens de but : Ali Smaoui (19 matchs), Mahmoud Ben Abdessalem (1)
  - Défenseurs : Mahmoud Ben Mosbah (20), Mohieddine Zeghir (19), Taieb Jebali (18), Rachid Cherif (15), Mohsen Keffala (12), Abdeljelil Kerrit (2)
  - Milieux de terrain : Tahar Nahali (14), Khemais Bouchlaghem (14), Ahmed Berbeche (13), Béchir Ben Abdallah alias Oukid (8), Noureddine Ben Frej (2), Moncef Ajel (1)
  - Attaquants : Brahim Kerrit (19), Moncef Chérif (18), Noureddine Diwa (14), Hassen Refai (6), Manoubi Zaroui (4), Mahmoud Jelassi alias Gaaloul (1)